# Tatort: Annoncen-Mord
Annoncen-Mord ist ein österreichischer Fernsehkrimi von Peter Weck aus dem Jahr 1976. Er entstand als 66. Folge der Kriminalreihe Tatort.

## Handlung
In der Donau wird eine männliche Wasserleiche gefunden. Es ist bereits der zweite derartige Fall innerhalb weniger Monate. Der Tote war wie der erste Mann alleinstehend und hatte sein gesamtes Bargeld abgehoben, bevor er nach Wien kam. Gleichzeitig häufen sich in Wien die Anzeigen alleinstehender Frauen, die auf einen Heiratsschwindler hereingefallen sind. Der ältere Mann, der sich stets als adelig ausgab, brachte die Frauen in einem kleinen Hotel unter und raubte sie aus, nachdem sie ohnmächtig geworden waren. Oberinspektor Marek, Bezirksinspektor Wirz und Inspektor Berntner übernehmen die Ermittlungen. Sie finden heraus, dass die Männer mit einem Mittel vergiftet wurden, das in Wien nur in dem kleinen Betrieb von Johanna Hassmann hergestellt wird. Die gibt bei der Befragung zu, dass vor einiger Zeit eine Flasche des Giftes gestohlen wurde, was sie jedoch bei der Polizei gemeldet hatte. Sie hatte ihre Mitarbeiterin Maria Hillmann unter Verdacht, die jedoch kurz nach den Beschuldigungen den Betrieb verlassen hatte. Deren Hauswirtin Eleonore Heller meint von Berntner befragt, dass Hillmann schon vor längerer Zeit verzogen sei.
In Wien trifft unterdessen die alleinstehende Grete Bändler ein, die vom distinguierten Udo von Kahlreuth erwartet wird. Er gibt vor, wenig Geld zu haben, zeigt jedoch Interesse an einer Heirat mit Grete, der er ein kleines Hotelzimmer reserviert hat. Beide gehen in den Wurstelprater und Kahlreuth sucht sie am nächsten Abend in ihrem Hotelzimmer auf. Er gibt ihr Pralinen, die bei Grete nach einiger Zeit zu einem Zusammenbruch führen, und verschwindet mit ihrem Geld. In der Hotellobby ist zu der Zeit gerade Wirz angekommen, der nach der Beschreibung der betrogenen Damen ein Hotel mit gegenüberliegender Lichtreklame gesucht hat. Das Stubenmädchen meldet, dass aus Gretes Zimmer merkwürdige Geräusche gekommen sind, und Wirz findet die Frau ohnmächtig vor. Der Nachtportier wird als Mitwisser des Betrügers festgenommen.
Maria Hillmann, die des Giftdiebstahls verdächtigt wird, wird tot in der Donau gefunden. Sie starb erst am Vortag, wie die Untersuchungen ergeben, wobei sie ebenfalls vergiftet wurde. Berntner trifft sich unterdessen mit dem jugoslawischen Gastwirt Mirko Kolarovic, der vor einigen Wochen eine Frau mit einem Mann in seinem Lokal hatte, wobei der Mann nach einiger Zeit Vergiftungserscheinungen zeigte. Kolarovic verspricht, sich bei Berntner zu melden, wenn er die Frau wiedersehen sollte. Die Ermittler führen kurz darauf eine Razzia im Stripclub Moulin Rouge durch. Dabei verhaften sie zufällig den deutschen Hauptkommissar Brammer, der während der Untersuchungshaft mit dem Verdächtigen Korf einen anderen Fall lösen kann, sowie den Kriminellen Pondra, der durch Marek bereits im Gefängnis gesessen hatte. Pondra wird nach kurzer Zeit wieder freigelassen, weil gegen ihn nichts vorliegt.
Bei einer weiteren Lokaldurchsuchung können die Ermittler Udo von Kahlreuth festnehmen, der angesichts der drohenden Mordanklage im Fall Hillmann schnell den Betrug an zahlreichen Frauen zugibt. Als „Tatwaffe“ entpuppen sich mit starkem Abführmittel gefüllte Pralinen, die die Damen zu sich nahmen. Marek stellt eine Packung sicher. Zudem ermittelt er von Wirz und Berntner unbemerkt im Fall der vergifteten Männer weiter und meldet sich auf eine Heiratsannonce hin unter falschem Namen. Gleichzeitig erkennt Kolarovic die verdächtige Frau in seinem Restaurant wieder: Es handelt sich um Eleonore Heller, die hier in Begleitung des alleinstehenden Kramreiter isst. Kolarovic notiert sich das Autokennzeichen der Frau und Wirz und Berntner begeben sich zur Wohnung. Hier hat Eleonore Heller Kramreiter bereits Gift verabreicht und wartet in Gesellschaft von Pondra, mit dem sie gemeinsame Sache macht, auf das Ableben Kramreiters. Sie hat bereits einen neuen Heiratsinteressenten im Visier – den unter falschem Namen angemeldeten Marek, der überraschend erscheint, jedoch von Pondra erkannt wird. Es kommt zu einem Schusswechsel, als Wirz und Berntner gerade Eleonore Hellers Wohnung erreichen. Marek hat Pondra in Notwehr niedergeschossen. Pondra und Eleonore Heller werden festgenommen. Der vergiftete Kramreiter wiederum kann gerettet werden.

## Produktion
Annoncen-Mord war der sechste Tatort-Fall um Oberinspektor Marek. Fritz Eckhardt fungierte nicht nur als Hauptdarsteller, sondern schrieb auch das Drehbuch. Zum zweiten Mal nach Urlaubsmord (1975) führte Peter Weck bei einem Marek-Tatort Regie. Er hatte mit Eckhardt bereits zuvor in Filmen von der Kamera gestanden (darunter 1971 in der Fernsehserie Wenn der Vater mit dem Sohne als Vater und Sohn) und war in zahlreichen Theaterstücken Eckhardts aufgetreten.
Die Kostüme des Films schuf Barbara Langbein, die Filmbauten stammen von Gerhard Hruby. Als hannoverscher Gastkommissar Brammer ist Knut Hinz zu sehen. Annoncen-Mord erlebte am 12. September 1976 auf der ARD und im ORF seine Fernsehpremiere und erreichte eine Einschaltquote von 61 Prozent.